# Aulacochthebius tenuipunctus
Aulacochthebius tenuipunctus är en skalbaggsart som först beskrevs av Régimbart 1906.  Aulacochthebius tenuipunctus ingår i släktet Aulacochthebius och familjen vattenbrynsbaggar. Inga underarter finns listade i Catalogue of Life.